# Председатель Комитета государственной безопасности СССР
Председатель Комитета государственной безопасности СССР (до 1978 года — председатель Комитета государственной безопасности при Совете Министров СССР, (аббр.: офиц. председатель КГБ СССР) — должность руководителя Комитета государственной безопасности СССР.

## История
Руководил деятельностью союзных и местных отделений, на всей территории Союза ССР. C 26 апреля 1954 года председатель КГБ по должности входил в состав Совета Министров СССР. Согласно Положению о Комитете государственной безопасности при Совете Министров СССР и его органах на местах от 1959 года председатель КГБ утверждался ЦК КПСС (до 14 марта 1990 года) и назначался Президиумом Верховного Совета СССР.
Согласно ст. 127. 3 Конституции СССР 1977 года (в редакции от 26 декабря 1990 года) и ст. 9 Закона СССР от 16 мая 1991 года № 2159-I «Об органах государственной безопасности в СССР» председатель КГБ назначался на должность и освобождался от должности Президентом СССР с учетом мнения Совета Федерации и по согласованию с Верховным Советом СССР.

## Список председателей КГБ и их заместителей

### Председатели КГБ
| № | Имя (Годы жизни) | Имя (Годы жизни)                                                   | Срок полномочий | Срок полномочий | Глава правительства                                                                 |
| № | Имя (Годы жизни) | Имя (Годы жизни)                                                   | Начало          | Конец           | Глава правительства                                                                 |
| - | ---------------- | ------------------------------------------------------------------ | --------------- | --------------- | ----------------------------------------------------------------------------------- |
| 1 |                  | Генерал армии Иван Александрович Серов (1905—1990)                 | 13 марта 1954   | 8 декабря 1958  | Георгий Маленков (1953—1955) Николай Булганин (1955—1958) Никита Хрущёв (1958—1964) |
| - |                  | Генерал-майор Константин Фёдорович Лунёв (и. о.) (1907—1980)       | 8 декабря 1958  | 25 декабря 1958 | Никита Хрущёв (1958—1964)                                                           |
| 2 |                  | Александр Николаевич Шелепин (1918—1994)                           | 25 декабря 1958 | 5 ноября 1961   | Никита Хрущёв (1958—1964)                                                           |
| - |                  | Генерал-полковник Пётр Иванович Ивашутин (и. о.) (1909—2002)       | 5 ноября 1961   | 13 ноября 1961  | Никита Хрущёв (1958—1964)                                                           |
| 3 |                  | Генерал-полковник Владимир Ефимович Семичастный (1924—2001)        | 13 ноября 1961  | 18 мая 1967     | Никита Хрущёв (1958—1964) Алексей Косыгин (1964—1980)                               |
| 4 |                  | Генерал армии Юрий Владимирович Андропов (1914—1984)               | 18 мая 1967     | 26 мая 1982     | Алексей Косыгин (1964—1980) Николай Тихонов (1980—1985)                             |
| 5 |                  | Генерал-полковник Виталий Васильевич Федорчук (1918—2008)          | 26 мая 1982     | 17 декабря 1982 | Николай Тихонов (1980—1985)                                                         |
| 6 |                  | Генерал армии Виктор Михайлович Чебриков (1923—1999)               | 17 декабря 1982 | 1 октября 1988  | Николай Тихонов (1980—1985) Николай Рыжков (1985—1991)                              |
| 7 |                  | Генерал армии Владимир Александрович Крючков (1924—2007)           | 1 октября 1988  | 28 августа 1991 | Николай Рыжков (1985—1991) Валентин Павлов (1991)                                   |
| - |                  | Генерал-лейтенант Леонид Владимирович Шебаршин (и. о.) (1935—2012) | 22 августа 1991 | 23 августа 1991 | Валентин Павлов / Виталий Догужиев (и. о.) (1991)                                   |
| 8 |                  | Генерал-лейтенант Вадим Викторович Бакатин (1937—2022)             | 29 августа 1991 | 3 декабря 1991  | Иван Силаев (де-факто) (1991)                                                       |

### Первые заместители председателя КГБ
Согласно ст. 9 Закона СССР от 16 мая 1991 года № 2159-I «Об органах государственной безопасности в СССР» Первые заместители Председателя КГБ назначались на должность и освобождались от должности Кабинетом Министров СССР по представлению Председателя КГБ. Вопреки данному закону, назначение Анатолия Олейникова и Евгения Примакова было осуществлено Президентом СССР.
| №  | Имя (Годы жизни) | Имя (Годы жизни)                                                                                                  | Срок полномочий  | Срок полномочий  | Председатель КГБ                                                                    |
| №  | Имя (Годы жизни) | Имя (Годы жизни)                                                                                                  | Начало           | Конец            | Председатель КГБ                                                                    |
| -- | ---------------- | --- | ---------------- | ---------------- | ----------------------------------------------------------------------------------- |
| 1  |                  | без звания; Генерал-майор (31 мая 1954) Лунёв Константин Фёдорович (1907—1980)                                    | 13 марта 1954    | 28 августа 1959  | Иван Александрович Серов Александр Николаевич Шелепин                               |
| 2  |                  | Генерал-лейтенант (25 сентября 1944); Генерал-полковник (18 февраля 1958) Ивашутин Пётр Иванович (1909—2002)      | 24 января 1956   | 14 марта 1963    | Иван Александрович Серов Александр Николаевич Шелепин Владимир Ефимович Семичастный |
| 3  |                  | Генерал-лейтенант (23 февраля 1961); Генерал-полковник (9 декабря 1964) Захаров Николай Степанович (1909—2002)    | 24 июля 1963     | 3 апреля 1970    | Владимир Ефимович Семичастный Юрий Владимирович Андропов                            |
| 4  |                  | Генерал-полковник (18 декабря 1969); Генерал армии (13 декабря 1978) Цвигун Семён Кузьмич (1917—1982)             | 24 ноября 1967   | 19 января 1982 † | Юрий Владимирович Андропов                                                          |
| 5  |                  | Генерал армии (13 декабря 1978) Цинёв Георгий Карпович (1907—1996)                                                | 25 января 1982   | 1 ноября 1985    | Юрий Владимирович Андропов Виталий Васильевич Федорчук Виктор Михайлович Чебриков   |
| 6  |                  | Генерал-полковник (11 декабря 1978) Чебриков Виктор Михайлович (1923—1999)                                        | 25 января 1982   | 17 декабря 1982  | Юрий Владимирович Андропов Виталий Васильевич Федорчук                              |
| 7  |                  | Генерал-полковник-инженер (11 декабря 1978); Генерал армии (10 апреля 1985) Емохонов Николай Павлович (1921—2014) | 4 февраля 1984   | 8 августа 1990   | Виктор Михайлович Чебриков Владимир Александрович Крючков                           |
| 8  |                  | Генерал-полковник (20 апреля 1984); Генерал армии (30 октября 1987) Бобков Филипп Денисович (1925—2019)           | 5 декабря 1985   | 29 января 1991   | Виктор Михайлович Чебриков Владимир Александрович Крючков                           |
| 9  |                  | Генерал-полковник (18 декабря 1986) Агеев Гений Евгеньевич (1929—1994)                                            | 8 августа 1990   | 28 августа 1991  | Владимир Александрович Крючков                                                      |
| 10 |                  | Генерал-лейтенант (29 октября 1987); Генерал-полковник (13 апреля 1991) Грушко Виктор Фёдорович (1930—2001)       | 29 января 1991   | 28 августа 1991  | Владимир Александрович Крючков                                                      |
| 11 |                  | Генерал-майор (16 марта 1991) Олейников Анатолий Аввакумович (1940—2009)                                          | 29 августа 1991  | 3 декабря 1991   | Вадим Викторович Бакатин                                                            |
| 12 |                  | без звания Примаков Евгений Максимович (1929—2015)                                                                | 30 сентября 1991 | 6 ноября 1991    | Вадим Викторович Бакатин                                                            |

### Заместители председателя КГБ
Согласно Положению о Комитете государственной безопасности при Совете Министров СССР и его органах на местах от 1959 года заместители председателя Комитета утверждались ЦК КПСС (до 14 марта 1990 года) и назначались Советом Министров СССР.
Согласно ст. 9 Закона СССР от 16 мая 1991 года № 2159-I «Об органах государственной безопасности в СССР» заместители Председателя КГБ назначались на должность и освобождались от должности Кабинетом Министров СССР по представлению Председателя КГБ. Вопреки данному закону, назначение Николая Столярова, Николая Шама и Федора Мясникова было осуществлено Президентом СССР.
| №  | Имя (Годы жизни) | Имя (Годы жизни) | Срок полномочий  | Срок полномочий   | Председатель КГБ                                                                                                 |
| №  | Имя (Годы жизни) | Имя (Годы жизни) | Начало           | Конец             | Председатель КГБ                                                                                                 |
| -- | ---------------- | --- | ---------------- | ----------------- | --- |
| 1  |                  | в запасе; Генерал-майор (31 мая 1954) Григорьев Пётр Иванович (1900—2005)                                                                                                | 13 марта 1954    | 6 июля 1959       | Иван Александрович Серов Александр Николаевич Шелепин                                                            |
| 2  |                  | Полковник (4 января 1954); Генерал-майор (31 мая 1954) Савченко Иван Тихонович (1908—1999)                                                                               | 13 марта 1954    | 6 июля 1959       | Иван Александрович Серов Александр Николаевич Шелепин                                                            |
| 3  |                  | Генерал-майор (31 мая 1954) Лукшин Василий Андреевич (1912—1967) | 25 марта 1954    | 1 августа 1958    | Иван Александрович Серов                                                                                         |
| 4  |                  | Генерал-лейтенант (25 сентября 1944) Ивашутин Пётр Иванович (1909—2002)                                                                                                  | 7 июня 1954      | 24 января 1956    | Иван Александрович Серов                                                                                         |
| 5  |                  | Генерал-лейтенант (9 июля 1945); Генерал-полковник (18 февраля 1958) Бельченко Сергей Саввич (1902—2002)                                                                 | 18 января 1956   | 6 июля 1959       | Иван Александрович Серов Александр Николаевич Шелепин                                                            |
| 5  |                  | Генерал-майор (14 января 1956) Лялин Серафим Николаевич (1908—1978) | 1 августа 1958   | 21 августа 1959   | Иван Александрович Серов Александр Николаевич Шелепин                                                            |
| 6  |                  | Генерал-майор (31 мая 1954); Генерал-лейтенант (9 декабря 1964); Перепелицын Александр Иванович (1913—1967)                                                              | 28 августа 1959  | 15 августа 1967 † | Александр Николаевич Шелепин Владимир Ефимович Семичастный Юрий Владимирович Андропов                            |
| 7  |                  | без звания Тикунов Вадим Степанович (1921—1980) | 28 августа 1959  | 21 июля 1961      | Александр Николаевич Шелепин                                                                                     |
| 8  |                  | Генерал-лейтенант (23 февраля 1961) Захаров, Николай Степанович (1909—2002)                                                                                              | 3 декабря 1961   | 24 июля 1963      | Владимир Ефимович Семичастный Юрий Владимирович Андропов                                                         |
| 9  |                  | Генерал-майор (31 мая 1954); Генерал-лейтенант (9 декабря 1964); Банников, Сергей Григорьевич (1921—1989)                                                                | 24 июля 1963     | 1 ноября 1967     | Владимир Ефимович Семичастный Юрий Владимирович Андропов                                                         |
| 10 |                  | Генерал-майор (9 декабря 1964) ; Генерал-лейтенант (14 декабря 1970); Панкратов Лев Иванович (1920—2005)                                                                 | 21 сентября 1963 | 8 июля 1971       | Владимир Ефимович Семичастный Юрий Владимирович Андропов                                                         |
| 11 |                  | Генерал-майор (18 февраля 1958); Генерал-лейтенант (27 октября 1967); Цвигун Семён Кузьмич (1917—1982)                                                                   | 23 мая 1967      | 24 ноября 1967    | Юрий Владимирович Андропов                                                                                       |
| 12 |                  | Генерал-майор (27 октября 1967); Генерал-лейтенант (23 мая 1974); Малыгин Ардальон Николаевич (1913—1999)                                                                | 8 июня 1967      | 2 февраля 1979    | Юрий Владимирович Андропов                                                                                       |
| 13 |                  | Генерал-майор (26 октября 1967); Генерал-лейтенант (2 ноября 1972) Генерал-полковник (11 декабря 1978); Чебриков Виктор Михайлович (1923—1999)                           | 4 сентября 1968  | 25 января 1982    | Юрий Владимирович Андропов                                                                                       |
| 14 |                  | Генерал-полковник (27 октября 1967) ; Генерал армии (13 декабря 1978); Цинёв Георгий Карпович (1907—1996)                                                                | 28 июля 1970     | 25 января 1982    | Юрий Владимирович Андропов                                                                                       |
| 15 |                  | Генерал-майор-инженер (20 декабря 1971); Генерал-лейтенант-инженер (17 декабря 1973); Генерал-полковник-инженер (11 декабря 1978); Емохонов Николай Павлович (1921—2014) | 8 июля 1971      | 4 февраля 1984    | Юрий Владимирович Андропов Виталий Васильевич Федорчук Виктор Михайлович Чебриков                                |
| 16 |                  | Генерал-майор (17 декабря 1969); Генерал-лейтенант (17 декабря 1973); Генерал-полковник (20 апреля 1984); Пирожков Владимир Петрович (1924—2009)                         | 12 марта 1971    | 29 января 1991    | Юрий Владимирович Андропов Виталий Васильевич Федорчук Виктор Михайлович Чебриков Владимир Александрович Крючков |
| 17 |                  | Генерал-лейтенант (20 декабря 1968); Антонов Сергей Николаевич (1922—1989)                                                                                               | 16 августа 1974  | 27 января 1983    | Юрий Владимирович Андропов Виталий Васильевич Федорчук Виктор Михайлович Чебриков                                |
| 18 |                  | Генерал-лейтенант (21 декабря 1971); Генерал-полковник (16 декабря 1982); Григоренко Григорий Фёдорович (1918—2007)                                                      | 23 ноября 1978   | 1 августа 1983    | Юрий Владимирович Андропов Виталий Васильевич Федорчук Виктор Михайлович Чебриков                                |
| 19 |                  | Генерал-лейтенант (17 декабря 1973); Генерал-полковник (16 декабря 1982); Генерал армии (27 января1988); Крючков Владимир Александрович (1924—2007)                      | 23 ноября 1978   | 1 октября 1988    | Юрий Владимирович Андропов Виталий Васильевич Федорчук Виктор Михайлович Чебриков                                |
| 20 |                  | Генерал-лейтенант (23 мая 1974); Генерал-полковник (29 октября 1984) Лежепеков Василий Яковлевич (1923—2005)                                                             | 23 ноября 1978   | 31 января 1983    | Юрий Владимирович Андропов Виталий Васильевич Федорчук Виктор Михайлович Чебриков                                |
| 21 |                  | Генерал-лейтенант-инженер (18 декабря 1974); Генерал-полковник-инженер (20 апреля 1984) Ермаков Михаил Иванович (1919—1994)                                              | 2 февраля 1979   | 9 июня 1990       | Юрий Владимирович Андропов Виталий Васильевич Федорчук Виктор Михайлович Чебриков Владимир Александрович Крючков |
| 22 |                  | Генерал-лейтенант (2 ноября 1972); Генерал-полковник (20 апреля 1984) Бобков Филипп Денисович (1925—2019)                                                                | 16 февраля 1982  | 5 декабря 1985    | Юрий Владимирович Андропов Виталий Васильевич Федорчук Виктор Михайлович Чебриков                                |
| 23 |                  | Генерал-лейтенант(14 декабря 1979); Генерал-полковник (18 декабря 1986) Агеев Гений Евгеньевич (1929—1994)                                                               | 15 февраля 1983  | 8 августа 1990    | Виктор Михайлович Чебриков Владимир Александрович Крючков                                                        |
| 24 |                  | Генерал-лейтенант (16 декабря 1980); Генерал-полковник (13 декабря 1985) Маркелов Иван Алексеевич (1917—1990)                                                            | 1 августа 1983   | 20 сентября 1989  | Виктор Михайлович Чебриков Владимир Александрович Крючков                                                        |
| 25 |                  | Генерал армии (13 декабря 1978) Матросов Вадим Александрович (1917—1999)                                                                                                 | 4 февраля 1984   | 28 декабря 1989   | Виктор Михайлович Чебриков Владимир Александрович Крючков                                                        |
| 26 |                  | Генерал-майор (17 апреля 1980); Генерал-лейтенант (31 октября 1986) Пономарёв Виталий Андреевич (1932—2021)                                                              | 5 декабря 1985   | 28 августа 1991   | Виктор Михайлович Чебриков Владимир Александрович Крючков                                                        |
| 27 |                  | Генерал-майор (30 апреля 1986); Генерал-лейтенант (16 августа 1989) Шебаршин Леонид Владимирович (1935—2012)                                                             | 6 февраля 1989   | 21 сентября 1991  | Владимир Александрович Крючков Вадим Викторович Бакатин                                                          |
| 28 |                  | Генерал-лейтенант (29 октября 1987) Грушко Виктор Фёдорович (1930—2001)                                                                                                  | 20 сентября 1989 | 29 января 1991    | Владимир Александрович Крючков                                                                                   |
| 29 |                  | Генерал-лейтенант (17 апреля 1980); Генерал-полковник (20 апреля 1990) Калиниченко Илья Яковлевич (1931—1997)                                                            | 28 декабря 1989  | 3 декабря 1991    | Владимир Александрович Крючков Вадим Викторович Бакатин                                                          |
| 30 |                  | Генерал-майор (17 декабря1984) Денисов Алексей Алексеевич (1931—1997) | 9 июня 1990      | 6 сентября 1991   | Владимир Александрович Крючков Вадим Викторович Бакатин                                                          |
| 31 |                  | Генерал-лейтенант (17 декабря1984) Петровас Иокубас Кириллович (1936—2021)                                                                                               | 15 декабря 1990  | 5 сентября 1991   | Владимир Александрович Крючков Вадим Викторович Бакатин                                                          |
| 32 |                  | Полковник (14 декабря 1987); Генерал-майор (2 февраля 1990) Лебедев Валерий Фёдорович (род. 1940)                                                                        | 29 января 1991   | 11 сентября 1991  | Владимир Александрович Крючков Вадим Викторович Бакатин                                                          |
| 33 |                  | Генерал-лейтенант (13 декабря 1990) Титов Геннадий Фёдорович (1932—2019)                                                                                                 | 29 января 1991   | 11 сентября 1991  | Владимир Александрович Крючков Вадим Викторович Бакатин                                                          |
| 34 |                  | Генерал-лейтенант (13 декабря 1989) Прилуков Виталий Михайлович (1939—2022)                                                                                              | 16 марта 1991    | 28 августа 1991   | Владимир Александрович Крючков                                                                                   |
| 35 |                  | Генерал-майор авиации (30 августа 1991) Столяров Николай Сергеевич (род. 1947)                                                                                           | 28 августа 1991  | 3 декабря 1991    | Вадим Викторович Бакатин                                                                                         |
| 36 |                  | Генерал-майор (16 августа 1989) Шам Николай Алексеевич (род. 1940) | 11 сентября 1991 | 3 декабря 1991    | Вадим Викторович Бакатин                                                                                         |
| 37 |                  | Генерал-майор (29 октября 1987) Мясников Фёдор Алексеевич (род. 1940) | 13 сентября 1991 | 3 декабря 1991    | Вадим Викторович Бакатин                                                                                         |

## Звания председателей КГБ
- Среди председателей КГБ И. А. Серов был единственным человеком, который имел звание «Герой Советского Союза». В 1963 году, после снятия Серова с должности начальника Главного разведывательного управления Генерального штаба Вооружённых сил СССР, он был лишен этого звания с формулировкой «…за притупление политической бдительности».
- А. Н. Шелепин был единственным руководителем КГБ, у кого не было воинского звания. Решение Шелепина отказаться при вступлении в должность от присвоения ему генеральского звания соответствовало духу замыслов Председателя Совета Министров СССР Н. С. Хрущёва об отмене званий в системе госбезопасности и внутренних дел, или — как выражался Хрущев — «распогонить и разлампасить»[10].